# العذراء المتزوجة (فلم 1918)
العذراء المتزوجة (بالإنجليزية: The Married Virgin) فيلم دراما أمريكي صامت، عرض عام 1918 من إخراج جيمس يونغ وبطولة رودلف فالنتينو.

## روابط خارجية
- العذراء المتزوجة على موقع IMDb (الإنجليزية)
- العذراء المتزوجة على موقع أول موفي (الإنجليزية)
- العذراء المتزوجة على موقع قاعدة بيانات الفيلم (الإنجليزية)
- العذراء المتزوجة على موقع ليتربوكسد (الإنجليزية)
- العذراء المتزوجة على موقع كينوبويسك (الروسية)